# Leptomastidea abnormis
Leptomastidea abnormis är en stekelart som först beskrevs av Girault 1915.  Leptomastidea abnormis ingår i släktet Leptomastidea och familjen sköldlussteklar. Arten är reproducerande i Sverige. Inga underarter finns listade i Catalogue of Life.